# Gangjin
Der Landkreis Gangjin (kor.: 보성군, Gangjin-gun) befindet sich in der Provinz Jeollanam-do in Südkorea. Der Verwaltungssitz befindet sich in der Stadt Gangjin-eup. Der Landkreis hatte eine Fläche von 500 km² und eine Bevölkerung von 35.742 Einwohnern im Jahr 2019. Der Landkreis entstand im 15. Jahrhundert aus der Zusammenlegung der Gebiete Dogang-hyeon und Tamjin-hyeon. Der Name Gangjin bedeutet wörtlich „komfortabler Fährhafen“.
Es gibt ein Denkmal für den niederländischen Entdecker Hendrick Hamel aus dem 17. Jahrhundert, der als erster Westeuropäer die Ära der Joseon-Dynastie in Korea erlebt und darüber geschrieben hatte. Hamel und seine Männer strandeten auf der Insel Jeju und blieben 13 Jahre lang in Korea gefangen.
Die Öfen in Gangjin sind ein bekanntes Gebiet für die Herstellung von traditionellem Goryeo-Porzellan. Jährlich findet in der Stadt Gangjin ein großes Festival und Symposium über Seladon-Porzellan im Goryeo-Celadon-Museum mit Teilnehmern aus aller Welt statt.

Lage des Landkreises in Gyeongsangbuk-do